# Fernando Afán de Ribera y Enríquez
Fernando Afán de Ribera y Enríquez, duc d'Alcalá de los Gazules, comte de los Molares i marquès de Tarifa, (Sevilla, 1584 - Villach, 1637) fou un noble i militar espanyol, al servei de Felip III i Felip IV de Castella.
Fill de Fernando Enríquez de Ribera i Beatriz de Moura, es va casar el 1626 amb Ana de Mendoza Sandoval, amb qui no va tenir descendència. Fou cunyat de Pedro Fajardo de Zúñiga y Requesens.
Fou ambaixador a Roma i Virrei de Catalunya del 1619 al 1622, però a la mort de Felip III de Castella el 1621, Francesc d'Erill i Sentmenat dirigí una campanya en contra seu per continuar com a virrei durant el regnat de Felip IV de Castella. Fou nomenat Virrei de Nàpols el 1629, càrrec en el qual estigué fins al 1631, i governador del Milanesat el 1636.